# Osteoma osteoide
Osteoma osteóide é um tumor ósseo benigno primeiramente descrito por Jaffe e Mayer em 1932. Consiste em uma proliferação anormal de tecido ósseo osteoblástico (formador de osso). Ocorrem preferencialmente em ossos tubulares longos, sendo mais observado na coxa e perna. Se a lesão ultrapassar um tamanho de 2 cm, a alteração é descrita como um osteoblastoma.

## Epidemiologia
O Osteoma Osteóide corresponde a cerca de 5% de todos os tumores ósseos e 11% dos tumores benignos. É a terceira lesão mais comum após o osteocondroma e o fibroma não ossificante.
A incidência é observada no período de 5 a 40 anos sendo mais comum na segunda década de vida, em meninos com uma proporção de 2:1.

## Sintomas
O osteoma osteóide apresenta sintomas na forma de dores locais de alta intensidade, que ocorrem geralmente à noite. Quando atingem a coluna vertebral, os osteomas osteóides podem causar uma curvatura dela (escoliose).

## Diagnóstico
O diagnóstico é suspeitado pela verificação da presença do nicho em um dos métodos de imagem: raio-X, cintilografia óssea, ou tomografia computadorizada. A localização do nicho, por ser uma estrutura muito pequena pode ser difícil mesmo com exames de imagem. A ressonância magnética pode trazer confusão diagnóstica ao demonstrar uma área de edema ósseo.

## Tratamento
A história natural do osteoma osteóide é auto-limitada e pode ser realizado um tratamento sintomático com Aspirina ou outros anti-inflamatórios não-esteróides, porque o tumor pode se resolver em um período de 4 a 15 anos.
Quando a dor é muito intensa existem outras opções de tratamento não cirúrgico como o Ultrassom Focado guiado por Ressonância Magnética.
O tratamento cirúrgico inclui diversas técnicas que vão desde a ressecção do nicho aberta convencional ou por fresas, curetagem intralesional, radioablação percutânea.